# Ohio Scientific Superboard II
L' Ohio Scientific Superboard II, venut per 279 dòlars EUA a partir de 1978, va ser un exemple típic de la primera generació de microordinadors. Basat en el processador 6502, tot l'ordinador constava d'una sola placa base gran, que també albergava el teclat (com era habitual en aquell moment, sense tecles de cursor i teclat numèric). L'habitatge i la font d'alimentació estaven disponibles com a accessoris.
L'OS Superboard II tenia una sortida de text de 40 × 25 caràcters a través de sortida de vídeo (no necessàriament una cosa generalitzada per a ordinadors d'aquest tipus i rang de preus en aquell moment) i un port de casset segons l'estàndard de Kansas City per a la còpia de seguretat de dades.

## Història

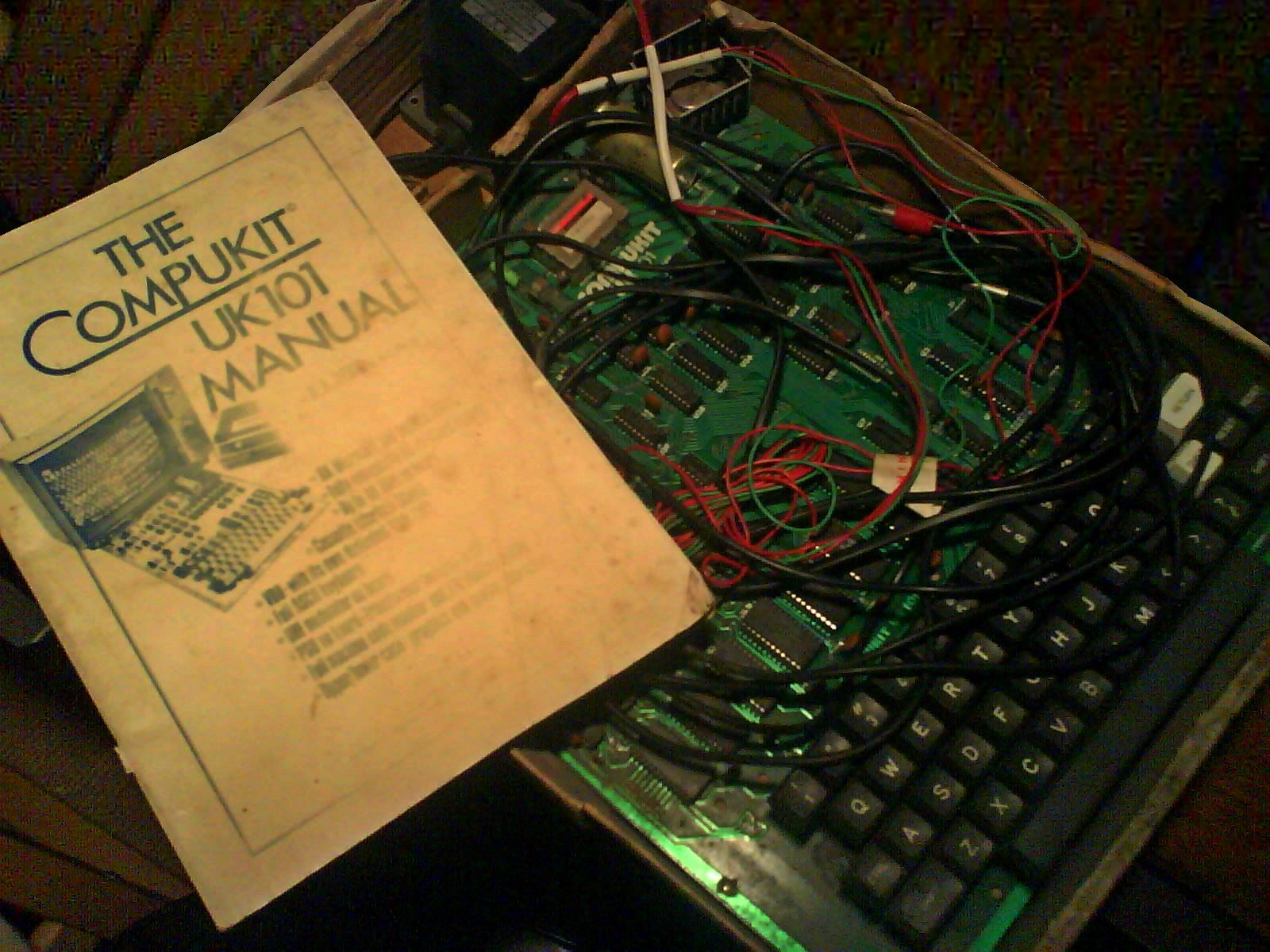
Compukit UK101, un clon de la Ohio Scientific Superboard II

Ohio Scientific, Inc. va construir i comercialitzar sistemes informàtics des de 1975 a 1986. Els seus productes més coneguts eren la sèrie de microordinadors Challenger i ordinadors de placa única Superboard. L'empresa va ser la primera a comercialitzar microordinadors amb unitats de disc dur el 1977.
Ohio Scientific va ser fundada a Hiram, Ohio, el 1975 per Dale A. Dreisbach (c. 1909). – 16 de juny de 1987) i el marit i la dona Michael "Mike" Cheiky (1 de gener de 1952) – 7 de desembre de 2017) i Charity Cheiky (nascuda c. 1954). Mike Cheiky havia treballat a la Ohio Nuclear Company, amb seu a Solon, fabricants d'equips mèdics, com a director d'enginyeria, mentre que Charity Cheiky havia treballat a l'Acadèmia de la Reserva Occidental com a professora de matemàtiques i informàtica. :B3Dreisbach, mentrestant, era president i professor emèrit del departament de química de l'Hiram College ; els Cheiky s'havien conegut a l'Hiram College. Els tres van fundar Ohio Scientific amb un capital inicial d'entre 5.000 i 25.000 dòlars. :63 :196
L'empresa es va equipar originàriament des del garatge de Cheiky i es dedicava a la producció d'ajudes didàctiques electròniques. El nom original de l'empresa —Ohio Scientific Instruments, Inc.— reflectia aquest propòsit inicial. Els primers productes que la companyia va llançar incloïen una calculadora que també ensenyava els conceptes bàsics d'estadístiques i un microordinador d'una sola placa. Aquest últim, anomenat Microcomputer Trainer Board i que incorpora un microprocessador MOS Technology 6502, va ser dissenyat per Mike, inspirat per la seva experiència amb miniordinadors basats en microprocessadors a la seva feina a Ohio Nuclear.
La majoria dels productes educatius es van vendre malament a causa de la manca d'un mercat local fort per a ells, segons Mike. No obstant això, el Microcomputer Trainer Board va veure una gran demanda. El més fructífer va ser un anunci d'un quart de pàgina en un primer número de Byte —una revista per a aficionats a la microinformàtica— amb comandes per a la junta per un total de 100.000 dòlars en pocs mesos. La junta va generar 20.000 dòlars en vendes per al trio, molt més del que havien previst originalment. Per mantenir-se al dia amb el creixement, Cheikys va traslladar l'empresa a una botiga de 700 peus quadrats a Hiram, Ohio, ocupada per última vegada per una barberia i just al costat d'una pizzeria (que encara hi és fins avui 4/3/2023).

## Característiques

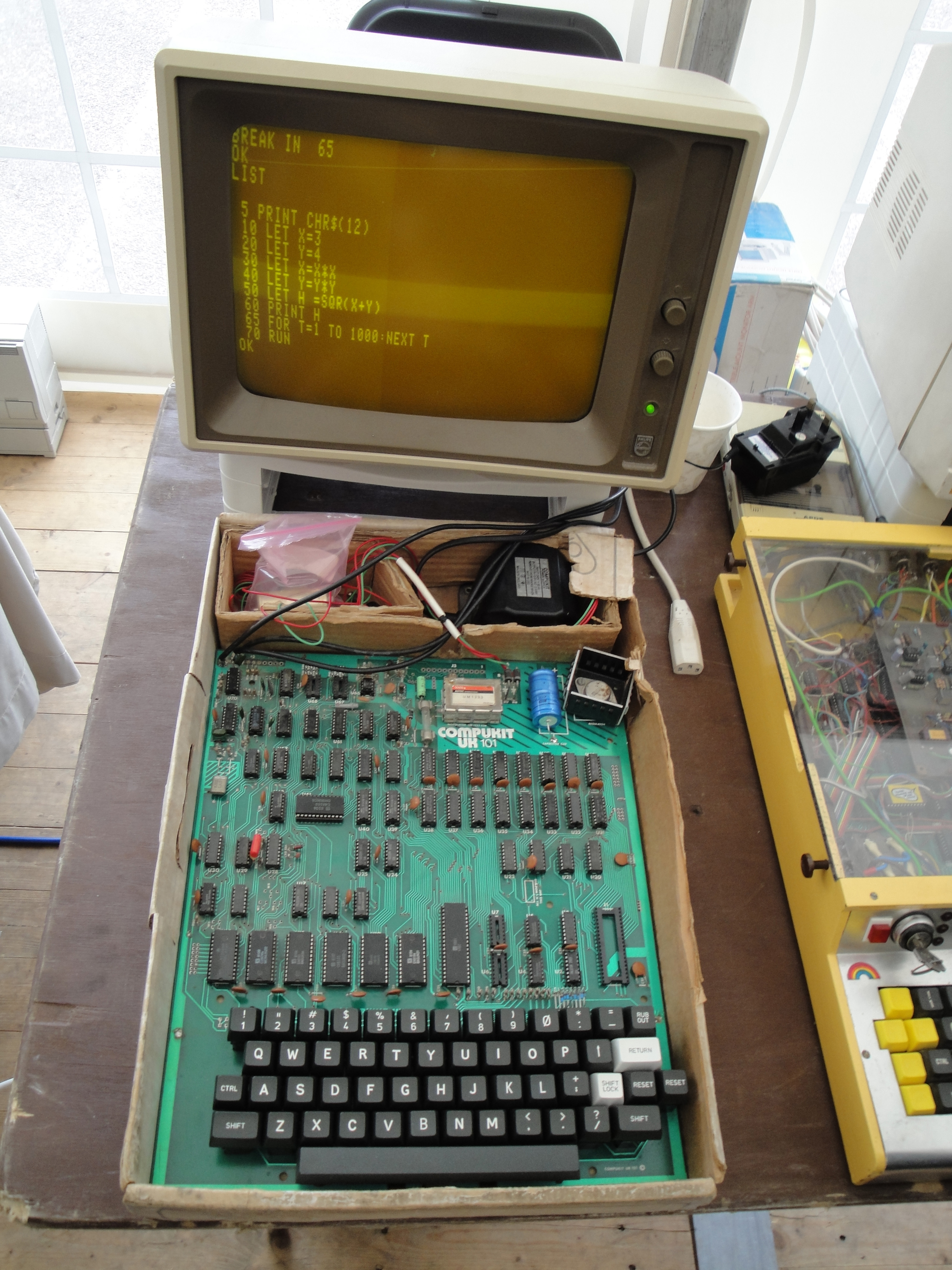
Compukit UK101

| Fabricant                  | Ohio Scientific Inc.                              |
| Tipus                      | ordinador casolà                                  |
| Memòria                    | 4 KB, ampliable a 32kbyte                         |
| Orígens                    | Estats Units d'Amèrica                            |
| Any                        | 1978                                              |
| Teclat                     | Teclat amb 50 tecles                              |
| Processador                | Mos Technology 6502                               |
| Freqüència del processador | 1 (overclock fins a 2)                            |
| Memòria RAM                | 4 KB, ampliable a 32kbyte                         |
| Memòria ROM                | 8 KB (Microsoft BASIC)                            |
| SMS                        | De 16 a 48 caràcters x 16 línies                  |
| Gràfics                    | No hi ha gràfics, sinó 128 caràcters semigràfics. |
| Color                      | un sol color                                      |
| So                         | General Instruments AY-3-8910                     |
| Dimensió                   | Desconegut                                        |
| Ports                      |                                                   |
| Sistema operatiu           | [[]]                                              |